# Meromyzobia plaumanni
Meromyzobia plaumanni is een vliesvleugelig insect uit de familie Encyrtidae. De wetenschappelijke naam is voor het eerst geldig gepubliceerd in 1971 door Subba Rao.